# Còmic femení
El còmic femení o historieta sentimental és un estil de còmic que va dirigit a un públic femení, encara que això no vol dir que no pugui ser llegit per qualsevol altre públic lector. De fet, té la mateixa estructura de dibuix i narrativa que qualsevol altre còmic. El còmic femení a l'estat espanyol té tots els supòsits que té el còmic en general, són narracions que combinen la imatge dibuixada amb fragments literaris. La imatge i el text solen ser complementaris. La distinció entre el còmic universal i el català, espanyol, ve donat perquè no són historietes on els protagonistes principals siguin les dones, ni tampoc toquen una temàtica determinada. Al còmic femení, català, espanyol, tots els supòsits estètics, ideològics i industrials, es basen en una atenció, a la dona com a públic predominant.

Exemple de còmic femení

## Còmic femení a l'Estat Espanyol: els inicis
Als inicis del segle XX el còmic femení era inexistent, les publicacions anaven adreçades a un públic masculí o bé per tots els públics.
El primer còmic destinat a un públic femení, va ser el setmanari BB, amb el subtítol, Suplemento Femenino del TBO, es va editar a Catalunya amb castellà, el 1920, editat per Joaquín Buigas propietari de TBO. Anava dirigit a les nenes amb un preu de 15 cèntims de pesseta. Aquest còmic va arribar a tenir una tirada de 20.000 exemplars cada setmana, el seu estil era molt semblant al de la publicació francesa La Poupée Modele. Després de BB, aparegueren diferents títols, adreçats a les nenes, La Nuri (1925) en català i La Chiquilla (1927) i Mari-Luz (1934) en castellà, i alguns suplements a la premsa per adults, La Mujer, el Niño i El Hogar, a el diari El Sol, o Miniatura, secció especial per nenes a la revista El Hogar y la Moda, el 1934 i l'Almanaque Marujita para 1936, aquestes publicacions estaven centrades en la temàtica “dels sentiments“.

## De la postguerra als anys 50
El còmic femení a Catalunya i Espanya, agafa força als anys quaranta, eren anys de postguerra Espanyola. Les noies dels anys quaranta i cinquanta, varen ser relegades a un segon terme, varen aprendre a no pensar, a obeir, a guardar la seva virginitat, a envejar a les princeses, mentre somiaven amb un príncep encantat, que les faria la seva esposa, obtenint així un premi a la modèstia "recatada".
En la postguerra espanyola, les noies varen ser educades en escoles diferents dels nois, per mestres que no havien estat depurades. A la dona se li va ensenyar a patir i esperar amb els anys l'alegria de la maternitat. Aquesta separació educativa, exigia una separació en els jocs, la lectura i les expectatives de vida, així doncs la dona es veié avocada al còmic femení.
El primer còmic, amb una certa importància, va ser Mis Chicas (1941), editada per Consuelo Gil, aquesta editora depenia d'una manera voluntària de la Delegación de Prensa i Propaganda de FET i de las JONS, després d'aquesta publicació es varen publicar un bon nombre de còmics per noies, la majoria de títols eren amb format de quadern apaïsat i amb historietes autoconclusives.
Als anys quaranta, sobretot al principi, els temes dels còmics anaven enfocats al públic al qual anaven dirigits, aquest públic no era d'altre que les nenes de família de classe mitjana - alta. Les protagonistes femenines d'aquests còmics, solien ser sensibles i molt paternalistes amb les classes baixes.
La narrativa era la del conte clàssic, amb fades, princeses, pastoretes, prínceps o gent de la noblesa. Un altre tema recurrent era la connexió amb altres cultures, de països exòtics, l'Índia, Xina, Japó o els contes de Les mil i una nits. L'increment del nivell de vida i l'abaratiment dels preus, donat per la competitivitat, va fer que els quaderns de còmic femení anessin arribant a un nombre més nombrós de públic.

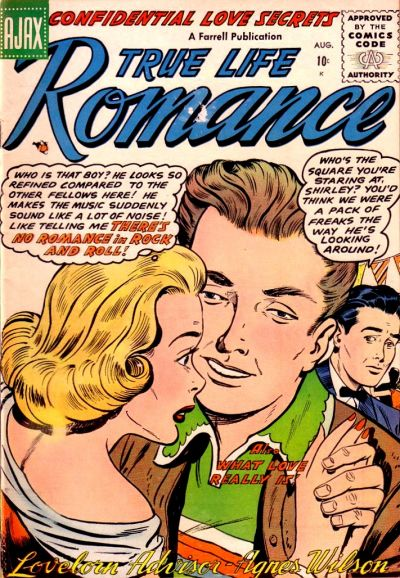
Life Romance

Els noms d'aquestes publicacions eren tan explícits com, Cuentos de Hadas del qual només amb aquest nom, n'hi havia 11 col·leccions registrades. Les editorials, Marco, Toray, Ametller ó Valenciana, varen editar Còmic femení, amb títols com, Cuentos del Enanito, Cuentos de la Abuelíta, Cuentos Pierrot, Cuentos Mariposa, Cuentos Orientales, Lupita, Girasol, Margarita, Ardillita o Azucena, aquesta última es va publicar per primera vegada, l'any 1947 i es va deixar de publicar el 1971.
En el context social aquestes publicacions, anaven dirigides a un públic d'economia baixa, sense possibilitats reals d'ascendir a classes més altes, i així el rerefons dels temes eren els de, una pastoreta bona, és casa amb un príncep. Davant la manca de possibilitats d'ascendir socialment la l'alternativa era somiar.
Als anys cinquanta, es produeix un canvi social i cultural on la necessitat de mà d'obra femenina fa que aquestes tinguin un major poder adquisitiu i una major autonomia com a consumidores. El príncep blau, que havia de treure a la dona de la pobresa, va desapareixent i dona pas a la dona amb un títol universitari. Però el matrimoni feliç i pròsper encara era la panacea a què aspiraven un bon nombre de dones per poder viure bé, donat que el món del treball i els negocis els estaven vetats pels homes.
El Còmic femení, reflecteix el context social, i se'n fa reso a les historietes, on tracten per tots els mitjans d'aconseguir un marit. En aquesta època el còmic femení, quasi sempre reflecteix la boda com un premi a situacions o problemes, sorgits al llarg del desenvolupament de la història que expliquen.
Les historietes del còmic femení eren autoconclusives, començaven i acabaven en el mateix exemplar. Van ser molt poques les col·leccions que van introduir el "Continuara", probablement perquè la dona, pel fet de ser dona, tenia menys possibilitats econòmiques que l'home, i davant de la incertesa de no poder-lo comprar la setmana següent, preferia que el còmic tingues principi, i final, en el mateix quadern.
En la dècada del 1940 i el 1950, el còmic femení es va nodrir d'un reguitzell de publicacions, (algunes amb format de revista). Com: Bazar (1947), Lupita (1950), Mariló (1950), Estrellita (1950), Merche (1950), Florita, editada per Ediciones Cliper, va tenir una dilatada vida de publicació, des de l'any 1949 fins al 1960, la varen editar dues editorials diferents Ediciones cliper i Hispano Americana de Ediciones, S.A. i sortiren al quiosc un total de 590 números.Claro de Luna, editada per Íbero Mundial de Ediciones (IMDE), des de l'any 1959, se'n publicaren més de 600 quaderns.

## Autores de Còmic Femení
- Carmen Barbarà: Neix a Barcelona el 1933. És una dibuixant de còmic i il·lustradora, s'inicia a la revista de còmic femení, Florita. Alguna de les seves obres més conegudes és Mary Noticias (1962).[6]
- Rosa Galcerán: És el nom artístic de Rosa Galcerán Vilanova, (Barcelona 1917), aquesta dibuixant després de dedicar-se a la publicitat, es va estrenar al còmic amb la revista Mis Chicas (1942), després de publicar un parell de quaderns a la col·lecció Cuadernos Selectos (1944), va publicar majoritàriament per les revistes femenines de l'editorial Toray, en aquesta editorial va impulsar la publicació d'Azucena 1946) la qual va ser un gran èxit.[7]
- Jesus Blasco: És el nom artístic del dibuixant, Jesús Blasco Monterde, (Barcelona, 3 de novembre de 1919 - 21 d'octubre de 1995) va ser un autor de còmic català, creador de Cuto i Anita Diminuta. Per a la revista Mis Chicas, editada per Consuelo Gil, aquí és on va crear el personatge d'Anita Diminuta (1941). En aquesta revista hi va publicar el còmic Los tres inseparables (1943).
- Pilar Blasco:
- Juli: Pseudònim de la dibuixant de còmics i il·lustradora Julia Sànchez Pereda. Juli, Julita o bé Juli Struth, són els pseudònims que la dibuixant feia servir per editar a les col·leccions de quaderns de còmic de gènere romàntic.

## Publicacions de Còmic Femení
| \| Títol \| Format \| Enquadernació \| Preu \| Mides \| Dibuixant \| Guionista \| Anys \| Núm. Publicats \| Notes \| \| ------------ \| ---------------- \| ------------- \| ---------------- \| ------------- \| ---------- \| ------------ \| ---- \| -------------- \| ----------------------- \| \| BB \| Quadern \| Plegat \| 0,10 / 0,15 pts. \| 28 x 22 cm. \| Varis \| Varis \| 1920 \| 131 ? \| Periodicitat; Quinzenal \| \| La Nuri \| Quadern apaïsat \| Grapa \| 0,15 pts. \| 28,5 x 19 cm. \| Apa i Tona \| Lola Anglada \| 1926 \| 17 \| Editat en Català \| \| La chiquilla \| Quadern vertical \| \| \| \| varis \| varis \| 1927 \| 11 \| \| |                  |               |                  |               |            |              |      |                |                         |
| Títol | Format           | Enquadernació | Preu             | Mides         | Dibuixant  | Guionista    | Anys | Núm. Publicats | Notes                   |
| BB | Quadern          | Plegat        | 0,10 / 0,15 pts. | 28 x 22 cm.   | Varis      | Varis        | 1920 | 131 ?          | Periodicitat; Quinzenal |
| La Nuri | Quadern apaïsat  | Grapa         | 0,15 pts.        | 28,5 x 19 cm. | Apa i Tona | Lola Anglada | 1926 | 17             | Editat en Català        |
| La chiquilla | Quadern vertical |               |                  |               | varis      | varis        | 1927 | 11             |                         |

| \| Títol \| Format \| Enquadernació \| Preu \| Mides \| Dibuixant \| Guionista \| Anys \| Núm. Publicats \| Notes \| \| ------- \| ------- \| ------------- \| ------ \| ----------- \| --------- \| --------- \| ----------- \| -------------- \| ---------------------- \| \| Florita \| Quadern \| Grapa \| 2 pts. \| 26 x 18 cm. \| Varis \| Varis \| 1940 - 1960 \| 590 \| Periodicitat; Setmanal \| |         |               |        |             |           |           |             |                |                        |
| Títol | Format  | Enquadernació | Preu   | Mides       | Dibuixant | Guionista | Anys        | Núm. Publicats | Notes                  |
| Florita | Quadern | Grapa         | 2 pts. | 26 x 18 cm. | Varis     | Varis     | 1940 - 1960 | 590            | Periodicitat; Setmanal |

## Anàlisi
Aquest estil de còmic es caracteritza per ser masclista, portador de missatges de la ideologia dominant de l'època. Aquest paper educador en la feminitat de la dona en els còmics es realitzava fent que la dona es percebera a ella mateixa als còmics femenins.
Les històries segueixen el mateix esquema sense variar durant les dècades que aquest estil fou cultivat: les protagonistes complien sempre el seu somni, trobar el vertader amor, tenint un final feliç. A les lectores no se les mostrava un contingut desconegut, sinó allò conegut i repetit. Els estereotips de les dones d'aquests còmics provenien tant d'autors com autores. Aquestes últimes parlen per les dones seguint una idea de la feminitat donada pel col·lectiu masculí masclista dominant. Açò és un cas de falsa consciència.
Els valors masclistes transmesos pel còmic femení són:
- La cerca de la perfecció per a no ser una tarada: La perfecció es defineix com una bona amant, una mestressa de casa i una professional respectada per a l'home, no per a si mateixa. Aquesta perfecció s'aconsegueix amb la senzillesa i la modèstia: la senzillesa econòmica, la senzillesa en l'adornament, el no molestar quan s'està malalta i saber (i fer) netejar, cuinar i cosir. La submissió es maquillava com ser discreta.[11] Aquests valors d'obediència de la dona cap a l'home emanen, segons els còmics aquests, de dictats religiosos bíblics. La representació d'açò als còmics femenins era maniquea en els personatges, situant-los solament o en un extrem o en l'altre.[12]
- La destinació de la dona és trobar l'amor: La historieta escenifica el ritu de pas de xiqueta a dona amb l'entrada del seu amor,[12] que fa del seu guia al creixement. Si no cerca l'amor, és vista com una persona infantil. L'home al entrar en aquest ritu de pas, irònicament, entrava en un retorn a l'adolescència. L'amor de la dona, a més, deu ser platònic.[13] El matrimoni segueix sent fonamental fins i tot quan la realitat laboral de la dona que ve desenvolupant-se a l'Estat Espanyol. I quan les dones treballen, ocupen llocs de treball on serveixen, anomenats "professionals arriscades". Aquests personatges femenins treballadors apareixen als còmics femenins a la dècada del 1960. Les professionals arriscades deixen de treballar quan es casen.[14] Dins la cerca de l'amor hi havia de vegades conflictes entre dones (i mai entre homes) per aconseguir l'amor, en la que és correcte comportar-se amb gelosia i posar paranys a la contrincant.[15]
- El càstig de la fantasia: Imaginar vies diferents a les que estaven destinades era una cosa reprovable. No devien tindre aspiracions pròpies més enllà de trobar l'amor i ser modestes.[15] Quan cometien aquestes faltes la redempció es donava al trobar el seu amor. Es trobava una sola excepció i era en la col·lecció de còmics Tu Romance, on les lectores enviaven una foto seua i la d'un actor que els agradara i l'editorial els creaven una història fantasiosa.[16]
- Una feminitat basada en atraure l'home.[17]